# Mer des Sargasses
La mer des Sargasses est une zone de l’océan Atlantique nord. Elle est bordée par le Gulf Stream à l'ouest et au nord-ouest, la dérive nord atlantique au nord, le courant des Canaries à l'est, et le courant nord équatorial au sud. Contrairement à toutes les autres mers du globe, elle n'a pas de côtes,, à l'exception de celles formées par les îles  Bermudes, proches de sa frontière ouest. 
Elle a une largeur de 1 100 km, et une longueur de 3 200 km environ. Elle s'étend à peu près de 70 à 40 degrés ouest de longitude et de 25 à 35 degrés nord de latitude.
Elle tient son nom des algues dites Sargassum, qui ont la particularité d'y former des radeaux flottants, et s'y accumuler en surface. Le mot même de « sargasse » vient du mot espagnol sargazo qui correspond au varech. En effet, la zone fut découverte par Christophe Colomb, qui y nota l'abondance de végétaux en surface, signe pour lui de la proximité d'un continent. 
Toutefois, il semble que le Portugais Diogo de Teive aurait atteint la mer des Sargasses vers 1452. Elle sera mentionnée sous le nom de mer de Baga dans une carte italienne de l'époque[Laquelle ?].
La mer des Sargasses a aussi la particularité d'être une zone calme, sans vent ni vague.
Écosystème emblématique de haute mer, elle procure nourriture, habitat, refuge et zone de reproduction à de nombreuses espèces marines.

## Explications

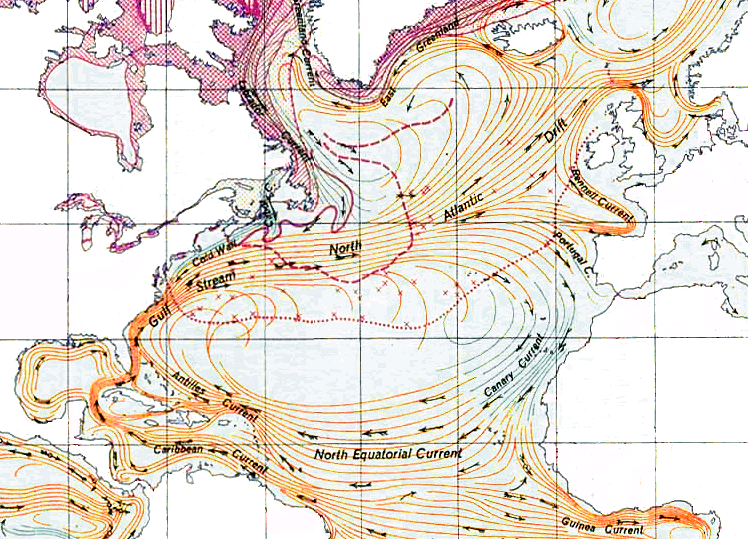
Le Gulf Stream et sa circulation dans l'Atlantique Nord.

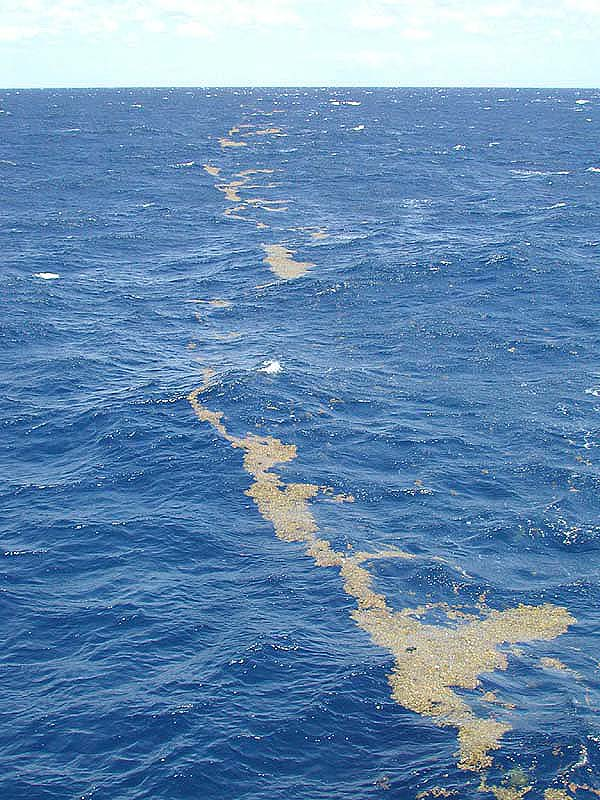
Ligne de sargasse dans la mer du même nom. Ces lignes peuvent s'étirer sur plusieurs kilomètres.

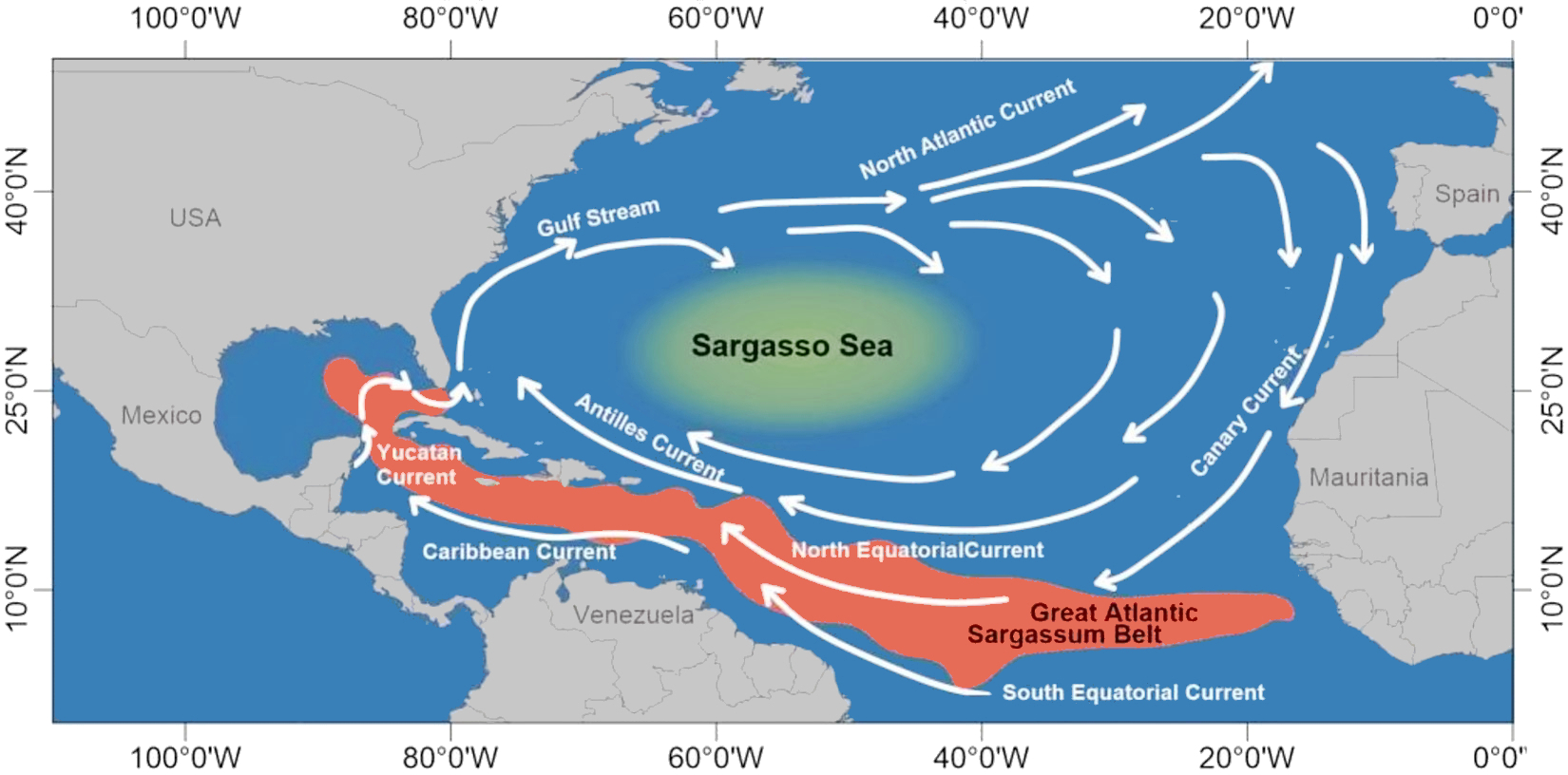
La mer des Sargasses, avec les principaux courants marins.
La est une prolifération algale s'étendant sur plus de 8000 km à travers l'océan Atlantique et qui s'est accélérée depuis 2011.

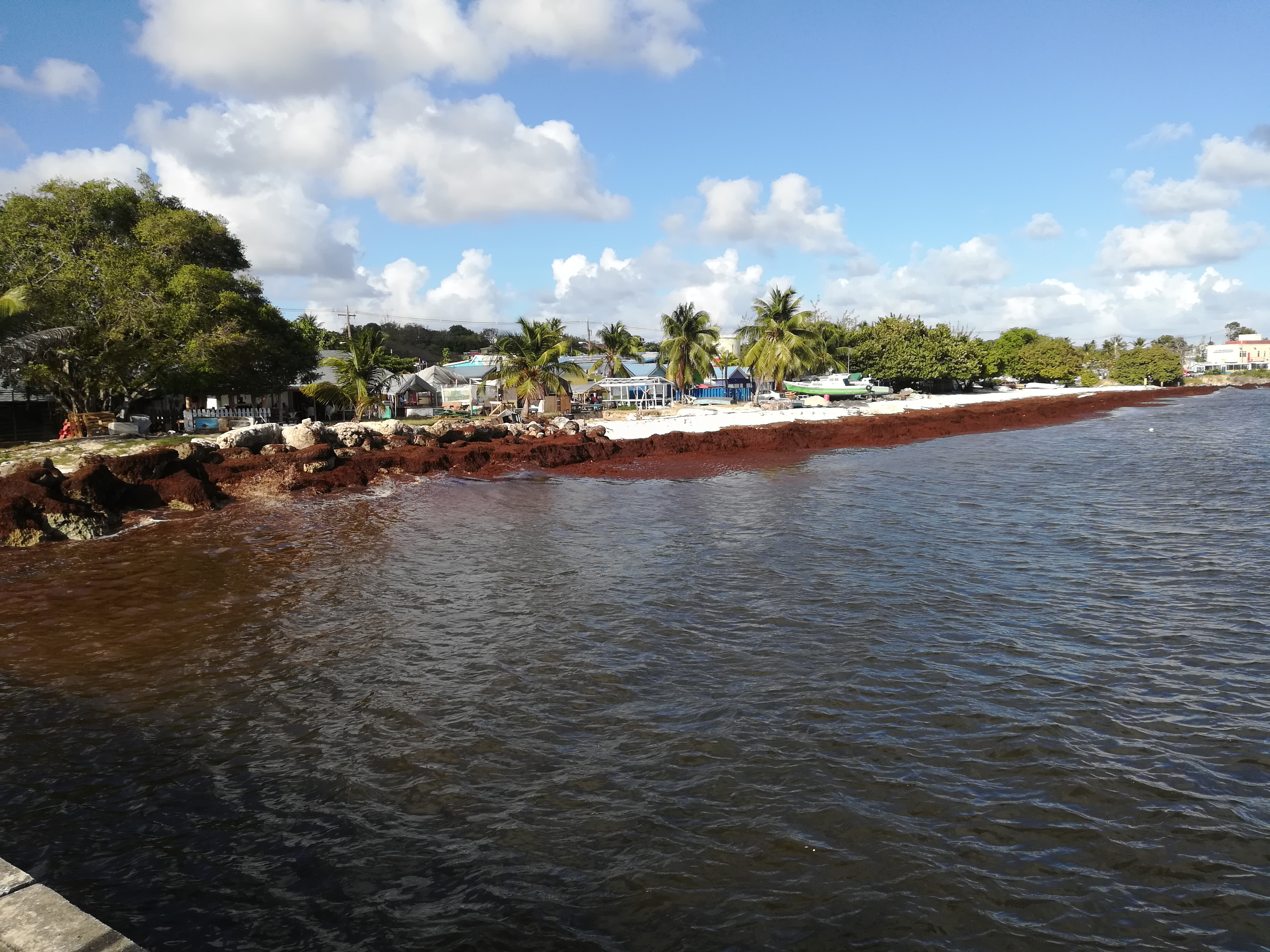
Échouements de sargasses à Oistins à la Barbade.

La force de Coriolis crée, au niveau des océans, de grandes formes tourbillonnaires : vortex de vents, de vagues et de courants.
La mer de Sargasses est décrite de cette manière dans le roman de Jules Verne, Vingt mille lieues sous les mers (tome 2, chapitre XI) : « Au niveau de l'Atlantique Nord, cette force « enroule » le bras sud du Gulf Stream. Vers le quarante-quatrième degré de latitude nord, ce courant chaud se divise en deux bras, le principal se porte vers les côtes d'Irlande et de Norvège, tandis que le second fléchit vers le sud à la hauteur des Açores ; puis heurtant les rivages africains, et décrivant un ovale allongé, il revient vers les Antilles. Ce second bras entoure de ses anneaux d'eau chaude cette portion froide de l'océan qu'est la mer des Sargasses, tranquille, immobile, véritable lac en plein Atlantique. Les eaux du grand courant ne mettent pas moins de trois ans à en faire le tour, elles charrient aussi vers cette zone une foule d'objets flottants : herbages, algues et fucus. »
Dans cette zone a été découvert en 2010 un vortex de déchets, portés par les eaux depuis les rivages de l'Europe et de l'Amérique. Cette accumulation de déchets plastiques a été explorée en mai-juin 2014 par l'expédition 7e continent dirigée par Patrick Deixonne, qui avait pour but « d'étudier, de cartographier et de médiatiser cette pollution marine dangereuse ».
Malgré la prolifération de l'algue du genre Sargassum, cette mer est souvent considérée comme sans vie. Elle est en effet, très salée, et sous sa surface, le milieu est pauvre, et la région n'est pas riche en chlorophylle. Suivant les sources, elle est surnommée « jungle flottante » ou « désert flottant ».
La mer des Sargasses joue également un rôle important dans la migration de l'anguille européenne et de l'anguille américaine : les larves des deux espèces y croissent, pour se diriger ensuite vers les côtes de l'Europe et de l'est de l'Amérique du Nord. Une vingtaine d'années plus tard, elles essayent d'y retourner pondre leurs œufs.

## Phénomènes remarquables
- La mer des Sargasses est la seule mer considérée comme ne possédant pas de rivages[1].
- Les anguilles peuvent parcourir cinq mille kilomètres afin de s’y reproduire.
- Selon les témoignages anciens, les thons étaient très abondants dans « la mer herbeuse ». On a même imaginé dans les années 1870 d'aller y exploiter les algues (en les brûlant sur place et en ramenant les cendres pour remplacer le goémon difficile à collecter en Bretagne)[11] tout en y pêchant le thon pour compenser l'effondrement déjà constaté des pêcheries européennes.

## Histoire
La mer des Sargasses aurait pu être connue des Carthaginois,.
Christophe Colomb a décrit cette étendue d'eau. 
Les marins qui sillonnaient l'Atlantique nord aux XVe et XVIe siècles, craignaient la mer des Sargasses. En effet, cette zone de calme plat, sans vent, s'opposait à la progression des voiliers, il était difficile d'en sortir. De plus, la présence en grande concentration à la surface des algues sargasses, de grande taille, donnait l'impression d'être « en panne » sur une sorte d'immense prairie marine d'algues gigantesques. Jean de Léry fait dans son Histoire d'un voyage faict en la terre de Brésil (1578), le récit (chapitre XXI) de cette difficile traversée et décrit la bizarrerie de cette mer « herbeuse » et de ces herbes marines « flottans sur mer sans aucunes racines […], de couleur blafarde ou blanchastre comme foin fené ». Ces histoires sont à l'origine d'une légende du triangle des Bermudes qui prend sa source au cœur de la mer des Sargasses frôlant la partie orientale du triangle : les bateaux pouvaient rester enserrés dans ces populations denses d'algues constituant des radeaux flottants et immobilisés pendant des mois dans cette mer calme, ce qui a donné naissance à des récits sur cette mer peuplée de vaisseaux fantômes avec un trésor maudit, englués dans ces prairies marines et abandonnés par leur équipage.

## La mer des Sargasses dans la culture
La mer des Sargasses est mentionnée dans le chant traditionnel À une quette. Depuis 1904, les bordaches des promotions de l'École navale chantent ce chant où la mer des Sargasses est décrite comme le lieu de rendez-vous « des quettes mouillées quand on passe sur la ligne Mengam-Minou" à différentes occasions, telles que le "Midship-ça ! ». L'enregistrement de référence de ce chant reste à ce jour celui effectué par la promotion 2021.[réf. nécessaire]